# Mario Sergio Cortella
Mario Sergio Cortella (Londrina, 5 marzo 1954) è un filosofo, scrittore e politico brasiliano, assessore comunale all'Educazione della città di San Paolo durante l'amministrazione di Luiza Erundina. È conosciuto per essere un divulgatore (assieme a Clóvis de Barros Filho, Leandro Karnal, Renato Janine Ribeiro e Luiz Felipe Pondé) di questioni sociali legati alla società contemporanea. È  autore di numerose pubblicazioni, tra cui Por que Fazemos o que Fazemos? (Perché facciamo quello che facciamo?), in cui analizza la vita professionale ai giorni nostri.

## Biografia
Nato a Londrina (Paraná) nel 1954, negli anni settanta ha iniziato un cammino monastico in un convento dell'Ordine dei carmelitani scalzi, ma ha abbandonato questa prospettiva per proseguire la sua carriera accademica.
Si è laureato nel 1975 presso la Facoltà di Filosofia di Nostra Signora Medianeira e, nel 1989, ha ottenuto un master in Educazione presso la Pontificia Università Cattolica di São Paulo (PUC-SP), sotto la guida dei Moacir Gadotti. Nel 1997, sotto la guida di Paulo Freire, completa il suo dottorato in Educazione alla PUC-SP.
È stato professore ordinario presso il dipartimento di teologia e scienze della religione presso la medesima università dal 1977 al 2012, e docente ospite presso la Fundação Dom Cabral dal 1997; ha inoltre insegnato presso la Fundação Getúlio Vargas tra il 1998 e il 2010.
Durante l'amministrazione di Luiza Erundina ha ricoperto il ruolo di assessore all'Educazione della città di San Paolo. Ha realizzato il programma televisivo Diálogos Impertinentes sul canale TV PUC.
Nel 2017 è stato uno dei dieci finalisti del Premio Darcy Ribeiro per l'istruzione.

## Pubblicazioni
- Descartes, a paixão pela razão 1a. ed. São Paulo: FTD, 1988
- Liderança em Foco
- Vivemos Mais! Vivemos Bem? Por Uma Vida Plena
- Qual é a tua Obra? Inquietações Propositivas sobre Gestão, Liderança e Ética - 2009
- Educação e Esperança: sete reflexões breves para recusar o biocídio
- Vida e Carreira: um equilíbrio possível?, con Pedro Mandelli
- Política: Para Não Ser Idiota, con Renato Janine Ribeiro - 2010
- O que é a Pergunta?, con Silmara Casadei
- Sobre a Esperança: Diálogo in collaborazione con Frei Betto
- Viver em Paz para Morrer em Paz: Paixão, Sentido e Felicidade
- Não Nascemos Prontos!
- Não Espere Pelo Epitáfio: Provocações Filosóficas
- Nos Labirintos da Moral, con Yves de La Taille
- A Escola e o Conhecimento: fundamentos epistemológicos e políticos
- Não se desespere! Provocações filosóficas - 2013
- Pensar Bem Nos Faz Bem! (Filosofia, Religião, Ciência, Educação) (1a. ed 2013). 2a. ed. Petrópolis e São Paulo: Editora Vozes e Editora Ferraz & Cortella[5], 2014
- Ética e Vergonha na Cara!, con Clóvis de Barros Filho - 2014
- A Era da Curadoria - o Que Importa É Saber o Que Importa!, con Gilberto Dimenstein - 2015
- Felicidades Foi-se Embora? con Leonardo Boff e Frei Betto - 2016
- Por que Fazemos o que Fazemos? - Aflições vitais sobre trabalho, carreira e realização - 2016
- A Sorte Segue a Coragem! Oportunidades, competências e tempos de vida - 2018
- Nós e a Escola: Agonias e Alegrias - 2018